# MC Pelé
José Guilherme Ferreira, mais conhecido como MC Pelé (Belo Horizonte, 7 de agosto de 1965 – Rio de Janeiro, 10 de dezembro de 2009), foi um cantor brasileiro de funk carioca e axé.
O cantor ficou conhecido nacionalmente pela sua participação na música "Piriguete", de MC Papo, tema de uma personagem interpretada por Juliana Alves na novela Duas Caras, e pelo axé "Namorar Pelado". Pelé trabalhava na barraca de praia Axé Moi, em Porto Seguro, na Bahia. Outras músicas de sucesso do artista são: "Beija, Tá Calor", "Dança do Puxa-Puxa", "Um Bêbado Muito Louco", "Que Coisa Louca", "Sou Feio + Tô na Moda", "I Love Sogra", "Tô de Férias", "Melhor Que BH", "Eu Tô Careca", "Gasolina" e "Zumbizeira". As músicas do cantor foram lançadas no final dos anos 90, porém somente em 2003 foi gravado seu primeiro disco.
José Guilherme Ferreira faleceu no dia 10 de dezembro de 2009, devido a um câncer de estômago.